# アスペルギルス症
アスペルギルス症 (英: aspergillosis) とはアスペルギルス属の真菌を原因とする種々の真菌症疾病の総称で胞子の吸入と体内での増殖が原因の日和見感染症。アスペルギルス属の胞子は環境中に広く存在することから、ほとんどのヒトが毎日吸入しており、免疫に障害のあるヒトや家畜ではアスペルギルス症に進行する事がある。一般的な原因菌はアスペルギルス・フミガタス(Aspergillus fumigatus)であるが、A.flavusやA. nigerでも発生することがある。発症には、原因菌により生産されるマイコトキシンの一種のグリオトキシンが関与していると考えられる。
原因菌は病院内では観葉植物（鉢内の堆肥や土）、生花やドライフラワーの表面、花瓶の水、エアコンまたはヒーターの吹出し口、浮遊粉塵などから高頻度で検出される。特に、病院改築や改装の際、院内の空気中に増加することが報告されているが、この事は医療関係者の間でも周知されていない現状があるため、免疫力が落ちている者への予防が大切である。

## ヒト臨床所見
最も一般的な型はアレルギー性気管支肺アスペルギルス症、アスペルギルス腫、侵襲性アスペルギルス症である。免疫不全者や免疫力が低下している際に起こりやすいことから症状の進行は速く、全身に感染するため症状は多岐に渡る。治療が遅れた場合の致死性は高い。
- 呼吸器系への感染では、血性痰、喘息、肺炎、副鼻腔炎など。
- 血管内に進入した場合、口蓋または歯肉の潰瘍化、血栓や出血性壊死など。
- 皮膚感染は手術創に発生することが殆どで、急速な組織壊死を起こす。
- 中枢神経系感染は脳膿瘍を呈し、全身播種性感染の部分症である。副鼻腔からの直接感染は少ない。

### 診断
画像検査、組織病理検査（生検）、検体の染色および培養等による。

### 治療
アスペルギルス症の疑いがある場合には、確定診断を待たず適応菌種が広い抗真菌薬を投与する。病変部位が局所的な場合には、外科手術が行われる場合がある。

## 家畜
ウシに於いても、アスペルギルス症を発症することがある。

## 画像

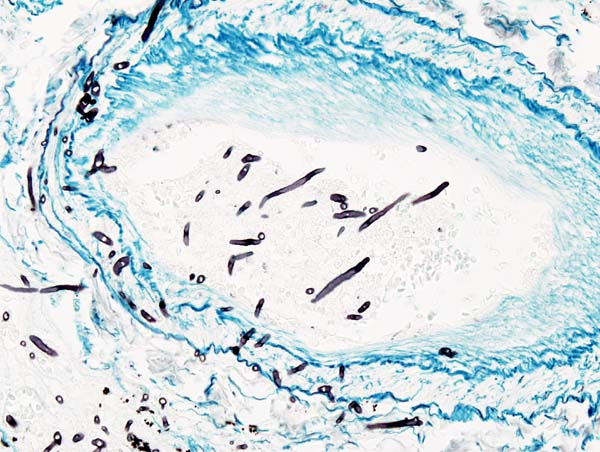
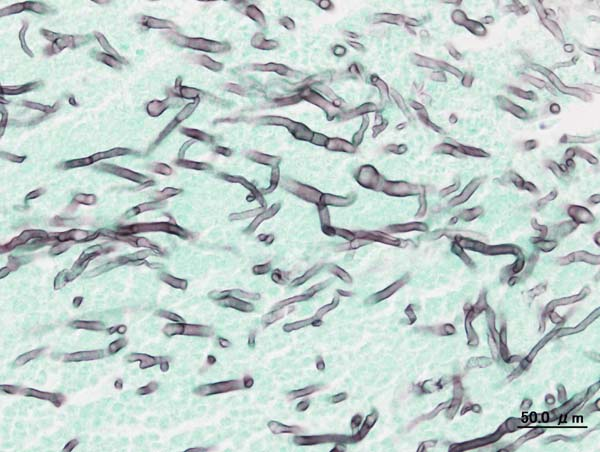
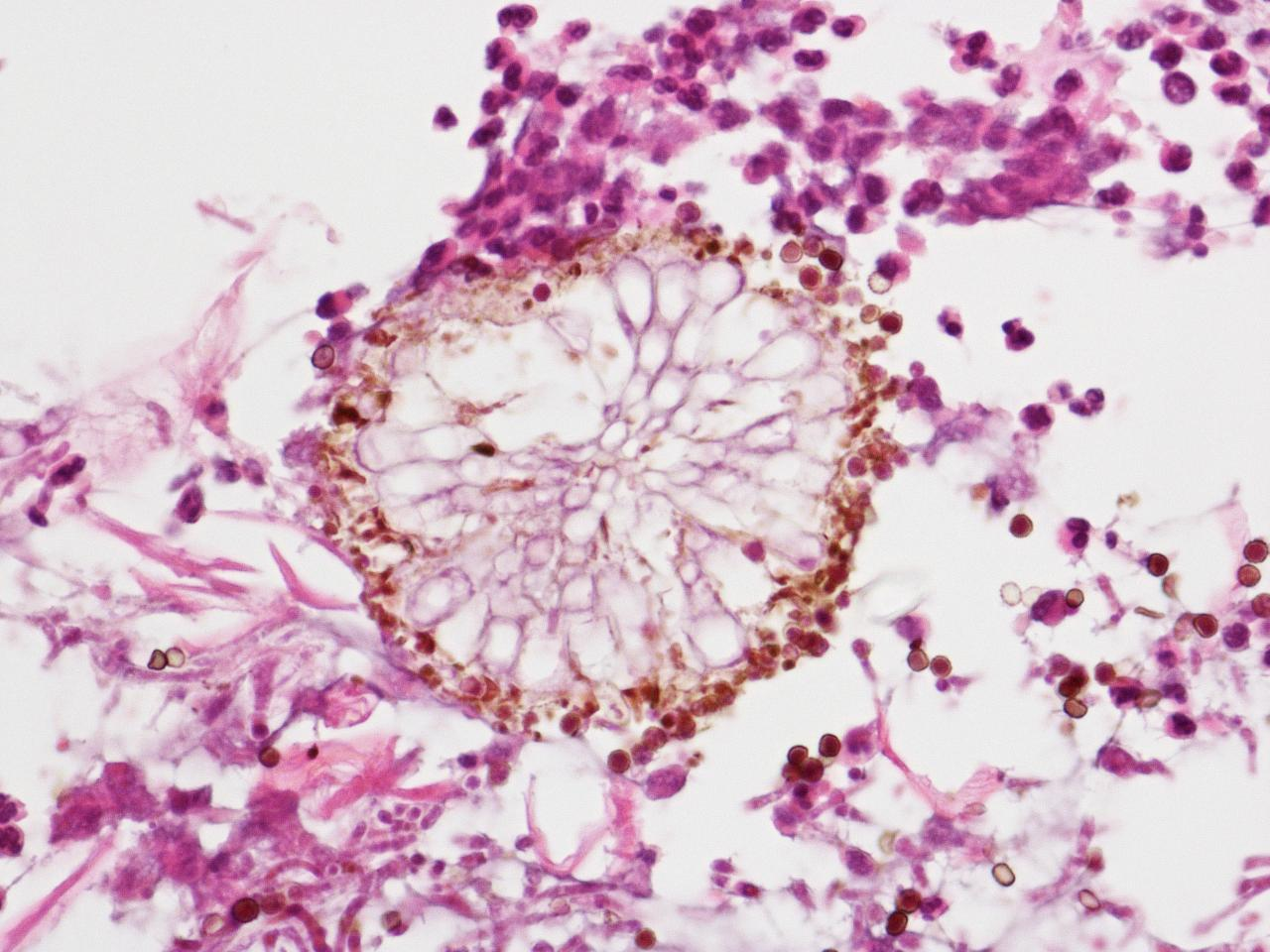
アスペルギルス頂嚢(HE染色)。
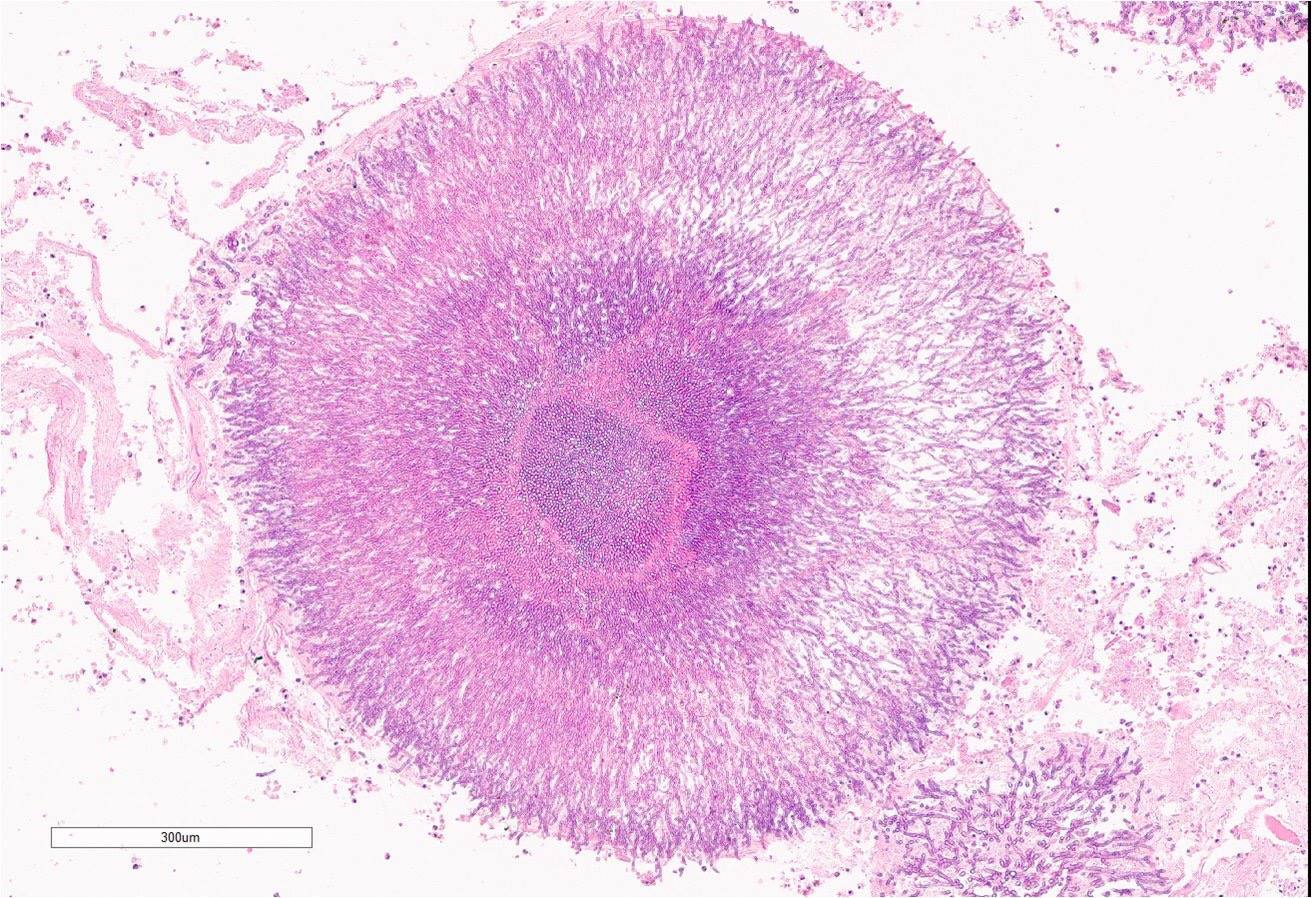
Aspergillosis.　無数の菌糸が集合しsunburst様の像を示す。